# Hàng hóa thiết yếu

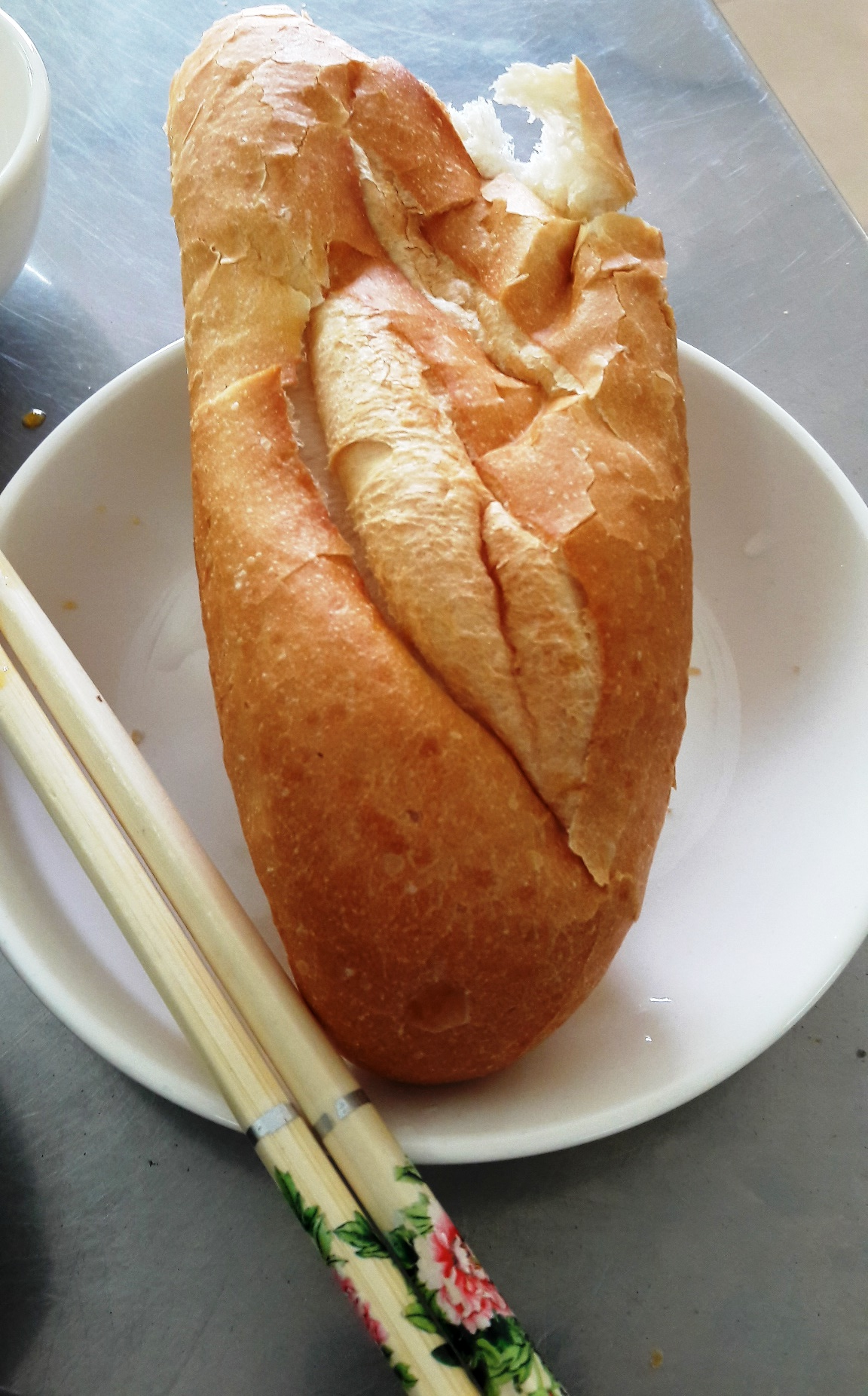
Bánh mì Việt Nam (ảnh chụp vào ngày 8 tháng 3 năm 2020 tức trong giai đoạn diễn ra đại dịch Covid 19 tại Việt Nam) từng bị cho không phải là hàng hóa thiết yếu

Hàng hóa thiết yếu (Necessity good) hay còn gọi là Nhu yếu phẩm (Necessary good) trong kinh tế học chỉ về các sản phẩm và dịch vụ mà người tiêu dùng sẽ mua bất kể sự thay đổi về mức thu nhập của họ vì đây là những mặt hàng tiêu dùng, dịch vụ phục vụ cho những nhu cầu thiết yếu (cần thiết, chủ yếu) trong đời sống sinh hoạt hàng ngày cho dù có sự thay đổi thu nhập cá nhân như thế nào. Ví dụ bao gồm việc mua hàng lặp đi lặp lại trong các khoảng thời gian khác nhau như cắt tóc, thói quen gây nghiện thường ngày bao gồm thuốc lá, các nhu yếu phẩm hàng ngày như thực phẩm thiết yếu, nhu cầu sử dụng điện và nước cũng như các loại thuốc men quan trọng khác như insulin. Điều 4 Luật Giá năm 2012 của Việt Nam có giải thích cụm từ "hàng hóa, dịch vụ thiết yếu" là những hàng hóa, dịch vụ không thể thiếu cho sản xuất, đời sống, quốc phòng-an ninh, gồm: nguyên liệu, nhiên liệu, vật liệu, dịch vụ chính phục vụ sản xuất, lưu thông, các sản phẩm đáp ứng nhu cầu cơ bản của con người và quốc phòng-an ninh.

## Đặc điểm
Đối với bất kỳ hàng hóa thông thường nào khác, thu nhập tăng sẽ dẫn đến nhu cầu tăng, nhưng mức tăng đối với hàng hóa thiết yếu ít tỷ lệ thuận với mức tăng thu nhập, do đó tỷ lệ chi tiêu cho những hàng hóa này giảm khi thu nhập tăng. Nếu độ co giãn của cầu theo thu nhập thấp hơn 1 thì đó là hàng hóa thiết yếu. Quan sát việc tiêu thụ các loại thực phẩm, được gọi là định luật Engel phát biểu rằng khi thu nhập tăng, tỷ lệ thu nhập dành để chi cho thực phẩm sẽ giảm, ngay cả khi chi tiêu tuyệt đối cho thực phẩm tăng. Điều này làm cho độ co giãn của thu nhập của cầu về thực phẩm nằm trong khoảng từ 0 đến 1. Một số hàng hóa cần thiết được sản xuất bởi tiện ích công cộng. Theo Investopedia, cổ phiếu của các công ty tư nhân sản xuất hàng hóa thiết yếu được gọi là những cổ phiếu phòng thủ. Cổ phiếu phòng thủ là cổ phiếu cung cấp cổ tức ổn định và thu nhập ổn định bất kể trạng thái của thị trường chứng khoán nói chung.
Tại Việt Nam, nhà nước Việt Nam đã phân loại hàng hóa thiết yếu bao gồm: Nhóm hàng nguyên vật liệu phục vụ sản xuất (bao gồm các mặt hàng như sắt, thép, phân bón, thuốc bảo vệ thực vật/thuốc trừ sâu, thức ăn chăn nuôi). Nhóm nhiên liệu, năng lượng (như xăng dầu, khí dầu mỏ hóa lỏng, than). Và các mặt hàng khác theo nhu cầu phục vụ sản xuất, sinh hoạt của địa phương. Lương thực bao gồm: gạo tẻ, gạo nếp (và các sản phẩm chế biến từ gạo tẻ, gạo nếp); đậu, bắp, khoai, bột và tinh bột (và các sản phẩm chế biến từ đậu, bắp, khoai). Thực phẩm tươi sống bao gồm: thịt gia súc, gia cầm; trứng gia cầm, thủy hải sản; rau, củ, quả, trái cây (và các sản phẩm chế biến từ thực phẩm tươi sống). Bánh kẹo các loại, muối ăn, bột nêm, gia vị, nước mắm, nước tương/xì dầu, đường, dầu thực vật, sữa các loại, mì gói các loại, nước uống đóng chai được xếp vào nhóm thực phẩm công nghệ, các loại nước uống đóng chai, cà phê, trà, bánh mứt, kẹo, sữa đều được xem là hàng hóa thiết yếu. rồi thuốc phòng bệnh, chữa bệnh cho người thuộc danh mục thuốc chữa bệnh thiết yếu sử dụng tại cơ sở khám bệnh, chữa bệnh theo quy định của pháp luật.

### Đại dịch COVID-19
Đại dịch COVID-19 tại Việt Nam đã xảy ra sự việc gây tâm điểm dư luận xã hội khiến tỉnh Khánh Hòa có văn bản hướng dẫn cụ thể cho người dân về hàng hoá thiết yếu khi thực hiện giãn cách xã hội là động thái xung quanh câu chuyện chính quyền cơ sở tuyên bố "bánh mì không phải là hàng thiết yếu".